# Landgericht Fürth (Bayern)
Das Landgericht Fürth war von 1862 bis 1879 ein Landgericht älterer Ordnung mit Sitz in Fürth. Nach Inkrafttreten des Gerichtsverfassungsgesetzes 1879 wurde das Landgericht in das Amtsgericht Fürth umgewandelt. Gleichzeitig wurde ein neues Landgericht Fürth errichtet, das schließlich vom Landgericht Nürnberg-Fürth abgelöst wurde. Dieses entstand durch schrittweise Zusammenlegung mit dem Landgericht Nürnberg ab dem Jahr 1914 und war erst 1932 abgeschlossen.

## Funktion
Die Landgerichte älterer Ordnung waren im Königreich Bayern Gerichts- und Verwaltungsbehörden, die 1862 in ihrer Funktion als Verwaltungsbehörden von den Bezirksämtern und 1879 in ihrer Funktion als Gerichte von den Amtsgerichten abgelöst wurden. Die ab 1879 gebildeten Landgerichte entsprachen den früheren bayerischen Appellationsgerichten als Gerichte zweiter Instanz.

## Geschichte

### Das Landgericht älterer Ordnung
Im Jahre 1804 wurde die als Gericht der ersten Instanz fungierende Justizkommission Fürth im Zuge der allgemeinen Angleichung die Amtsbezeichnungen in Preußen zum Kgl. preußischen Stadtgericht Fürth. Als das preußische Fürstentum Ansbach 1806 an Bayern fiel, wurde das Stadtgericht Fürth als Untergericht bestätigt. Neben dem Stadtgericht Fürth gab es das 1862 gebildete Landgericht Fürth,  das zuständig für 18 Gemeindebezirke war, die aus dem Gerichtssprengel der Landgerichte Cadolzburg und Erlangen übernommen wurden. Das Landgericht Fürth war zuständig für die Gerichtsbarkeit über folgende Orte im
- Rentamt Cadolzburg: die Gemeinden Obermichelbach, Tuchenbach und Veitsbronn
- Rentamt Erlangen: die Gemeinden Boxdorf, Buch, Großgründlach, Höfles, Kraftshof, Neunhof, Ronhof, Sack und Schnepfenreuth und Fürth.

1876 legte man die beiden Gerichte zum Stadt- und Landgericht Fürth zusammen. Dieses wurde mit dem Gerichtsverfassungsgesetz 1879 in das Amtsgericht Fürth überführt.

### Das Landgericht nach dem Gerichtsverfassungsgesetz von 1879 bis 1932
Gleichzeitig wurde nach dem Gerichtsverfassungsgesetz ein neues Landgericht Fürth als Gericht zweiter Instanz errichtet. Es umfasste ab 1. Oktober 1879 die Amtsgerichtsbezirke Cadolzburg, Erlangen, Fürth, Herzogenaurach, Markt Erlbach, Neustadt a. d. Aisch, Scheinfeld und Windsheim. Das Landgericht Nürnberg-Fürth entstand durch schrittweise Zusammenlegung mit dem Landgericht Nürnberg ab dem Jahr 1914 (nach dem Bau des Nürnberger Justizpalastes) und war erst 1932 abgeschlossen.
Das Landgericht Fürth wurde aus Einsparungsgründen zum 1. April 1932 aufgehoben.